# Decliniidae
Decliniidae es una familia de insectos de Polyphaga en Coleoptera (escarabajos). Contiene un solo género Declinia con dos especies, Declinia relicta Nikitsky, Lawrence, Kirejtshuk, Gratshev 1994 y D. versicolor Sakai, Sato 1996, que habitan en el este de Rusia y Japón.

## Descripción
Son escarabajos pequeños, miden de 3.5 a 5.5 milímetros de largo, son oblongos, lisos, brillantes, de color marrón oscuro a negro. El cuerpo es arqueado, casi cilíndrico. Las antenas son casi tan largas como la cabeza. Las patas son bastante cortas y endebles.